# CNN Türk
CNN Türk è un'emittente televisiva nazionale turca del gruppo Warner Bros. Discovery (50%) e di Doğan Medya Grubu (50%). È la versione turca della nota emittente all news statunitense CNN.

## Storia
Il canale è stato lanciato l'11 ottobre 1999. È la seconda versione del canale all-news statunitense lanciata nel continente europeo, dopo CNN+, canale spagnolo, che ha iniziato le trasmissioni il 27 gennaio 1999.

## Conduttori
- Ahmet Hakan